# Большова, Ольга Викторовна
О́льга Ви́кторовна Большо́ва (рум. Olga Bolşova, 16 июня 1968, Кишинёв, Молдавская ССР, СССР) — советская и молдавская легкоатлетка, выступавшая в прыжках в высоту, тройном прыжке, прыжках в длину и барьерном беге. Участница летних Олимпийских игр 1992, 1996, 2000 и 2004 годов, бронзовый призёр чемпионата Европы в помещении 1996 года.

## Биография
Ольга Большова родилась 16 июня 1968 года в Кишинёве.
Выступала на легкоатлетических соревнованиях за «Динамо».
В 1986 году, выступая за СССР, заняла 13-е место в прыжках в высоту на юниорском чемпионате мира в Афинах, показав результат 1,74 метра.
В 1992 году вошла в состав Объединённой команды на летних Олимпийских играх в Барселоне. В квалификации прыжков в высоту заняла 32-е место с результатом 1,83 метра, уступив 9 сантиметров худшим из попавших в финал.
В 1994 году, выступая за Молдову, заняла 13-е место в прыжках в высоту на чемпионате Европы в Хельсинки.
В 1996 году завоевала бронзовую медаль на чемпионате Европы в помещении в Стокгольме, прыгнув в высоту на 1,94 метра.
В том же году вошла в состав сборной Молдовы на летних Олимпийских играх в Атланте. В квалификации прыжков в высоту заняла 12-е место в результатом 1,93 метра и вышла в финал, где, взяв ту же планку, стала 11-й, уступив 12 сантиметров победительнице Стефке Костадиновой из Болгарии.
В 1997 году стала 9-й в прыжках в высоту на чемпионате мира в помещении в Париже (1,90).
В 2001 году на чемпионате мира в помещении в Лиссабоне заняла 4-е место в тройном прыжке с результатом 14,17 метра. На чемпионате мира в Эдмонтоне стала 9-й (13,86).
В 2000 году вошла в состав сборной Молдовы на летних Олимпийских играх в Сиднее. В квалификации прыжков в высоту заняла 28-е место с результатом 1,85 метра, уступив 9 сантиметров худшим из попавших в финал.
В 2002 году заняла 9-е место на чемпионате Европы в Мюнхене, показав 9-й результат в тройном прыжке (14,03).
В 2004 году вошла в состав сборной Молдовы на летних Олимпийских играх в Афинах. В квалификации тройного прыжка заняла 24-е место с результатом 13,90 метра, уступив 62 сантиметра худшей из попавших в финал Наталье Сафроновой из Беларуси.

## Личные рекорды
- Бег на 100 метров с барьерами — 13,90 (3 апреля 2002, Торревьеха)[7]
- Прыжки в высоту — 1,97 (5 сентября 1993, Риети)[7]
- Прыжки в длину — 6,45 (10 апреля 2004, Торревьеха)[7]
- Тройной прыжок — 14,24 (28 июня 2003, Алькала-де-Энарес)[7]
- Прыжки в высоту (в помещении) — 1,94 (28 февраля 1994, Пирей)[7]
- Прыжки в длину (в помещении) — 6,24 (25 февраля 2001, Валенсия)[7]
- Тройной прыжок (в помещении) — 14,17 (11 марта 2001, Лиссабон)[7]

## Семья
Отец Виктор Большов (род. 1939) — советский легкоатлет, участвовал в летних Олимпийских играх 1960 и 1968 годов. Мать Валентина Масловская (Большова) (род. 1937) — советская легкоатлетка, участница летних Олимпийских игр 1960 года. Муж Вадим Задойнов (род. 1969) — советский и молдавский легкоатлет, участвовал в летних Олимпийских играх 1992, 1996 и 2000 годов. Дочь Алёна Большова (род. 1997) — молдавская и испанская теннисистка.